# فكتور لويس كوري
فكتور لويس كوري (1880-1964) (بالإنجليزية: Victor Louis Cory)‏ هو عالم نبات أمريكي.